# Crowz
Crowz es como se le llama popularmente a una serie de demos inéditos de la banda estadounidense de metal alternativo Slipknot, que fueron grabados durante el año 1997. Crowz no es un disco real, sino una vasta recopilación de canciones con Anders Colsefni y Corey Taylor en la voz (por separado). Estas grabaciones se hicieron para reemplazar las pistas aparecidas en el primer disco de la banda, Mate.Feed.Kill.Repeat.
Cuando Slipknot firmó un contrato discográfico el 8 de julio de 1998, sus miembros se dirigieron a los estudios Indigo Ranch con el productor Ross Robinson para comenzar a trabajar en su álbum debut oficial editado en 1999, que incluyó varias versiones nuevas de las canciones aparecidas en Mate.Feed.Kill.Repeat y en los demos grabados en 1997. También se puede escuchar material revisado de esas canciones en los discos Iowa y Vol. 3: (The Subliminal Verses).

## Discos de la era «Crowz»
En 1997, después del lanzamiento del primer álbum de la banda, Mate.Feed.Kill.Repeat, los integrantes de Slipknot siguieron componiendo canciones y trabajando en el estudio de grabación SR Audio; su intención era lanzar un segundo demo. El álbum nunca fue pensado para ser lanzado al público, sino como un álbum de promoción para varias compañías discográficas con quienes Slipknot quería un contrato. Este álbum, llamado inoficialmente como «Gold Disc», contenía once pistas, de las cuales varias eran nuevas versiones de canciones aparecidas en Mate.Feed.Kill.Repeat. Al finalizar la grabación, la banda editó algunas copias que solo poseen sus familiares y amigos y se entregaron a algunas compañías discográficas.
Después de la grabación del "Gold Disc», los miembros de Slipknot grabaron otro demo de tres canciones, las cuales se pueden conseguir en internet. Estas canciones son «Carve», «Coleslaw» y «Me Inside», todas ellas con Anders Colsefni en la voz.
Con la ganancia obtenida por ganar una batalla de bandas, Slipknot grabó otras dos canciones, llamadas "Nature» y «Lust Disease». Nature fue publicada por la página MFKR1.com el 20 de julio de 2014, mientras que Lust Disease sigue siendo inédita.
Luego de que Anders Colsefni dejara la banda, y ya con Corey Taylor como vocalista, Slipknot grabó un demo de ocho pistas en vivo conocido como «Silver Disc». De este disco solo se encuentra disponible la canción «Spit it Out», que es posiblemente el registro más antiguo existente de esta canción, y que fue publicado también por MFKR1.com. Hay además disponible en internet un demotape de cuatro pistas con Corey Taylor en la voz que contiene las canciones The Me Inside, Prosthetics, Only One y Gently.

## Origen del nombre
Crowz se refiere a un dicho que Slipknot comenzó después de un incidente espeluznante cuando, regresaban de la casa de Paul Gray después de una sesión de ensayo, y la carretera estaba cubierta por cuervos (en inglés crows). Miles de ellos. En su camino, Shawn Crahan encontró uno muerto y lo metió dentro de un frasco, el cual llevó a varios recitales de la banda en aquella época.

## Listas de canciones de los demos
"Gold Disc» (1997 SR Audio demo)
1. Slipknot/Gently - 8:38
2. Me Inside - 2:52
3. Do Nothing/Bitchslap - 4:16
4. Coleslaw - 2:15
5. Only One - 3:12
6. Prosthetics - 5:40
7. Carve - 3:57
8. Tattered And Torn - 2:39
9. Windows - 3:49
10. Interloper - 2:58
11. Heartache And a Pair of Scissors - 8:04

1997 Demo (Anders on Vocals)
1. Carve - 4:08
2. Coleslaw - 2:33
3. Me Inside - 2:58

«Silver Disc»
1. Slipknot/Gently
2. The Me Inside
3. Coleslaw
4. Windows
5. Spit It Out
6. Carve
7. Only One
8. Heartache And a Pair of Scissors

1997 Demo (Corey on Vocals)
1. The Me Inside - 2:49
2. Prosthetics - 4:16
3. Only One - 2:46
4. Gently - 2:36

Otras canciones grabadas en 1997:
- Nature
- May 17th
- Lust Disease
- Interloper